# Мисия

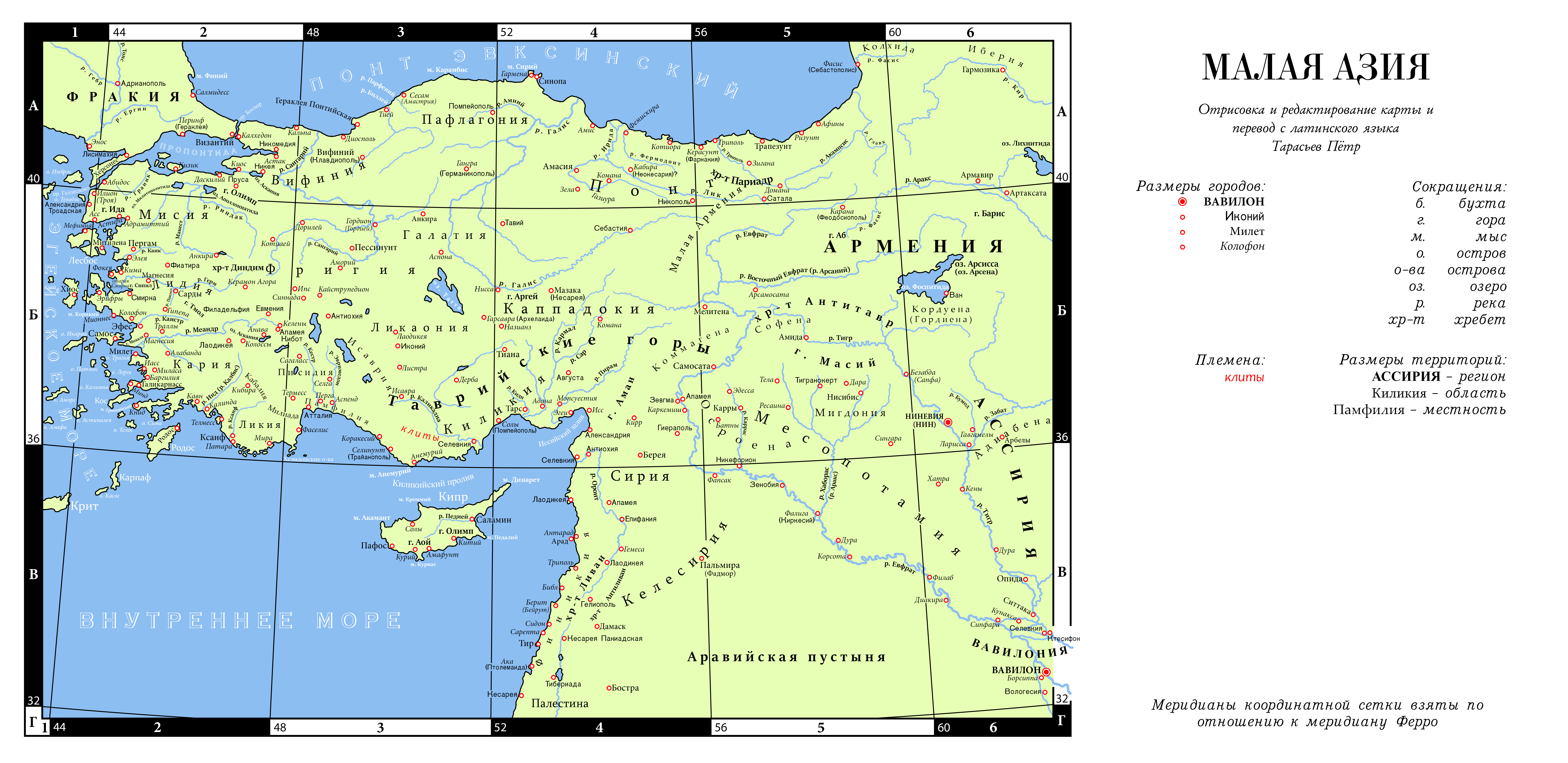
Исторические области Малой Азии в древности.

Ми́сия, Мизия (др.-греч. Μυσία, лат. Mysia) — в древности — область в Малой Азии (территория современной Турции). Занимала всю северо-западную часть полуострова, между Пропонтидой и Геллеспонтом на севере, Эгейским морем на западе, Лидией на юге, Фригией и Вифинией на востоке. Считалась владением мифического родоначальника Атталидов героя Телефа. Это была горная страна с относительно малым числом городов.
Название Μυσία, по Страбону, происходит от лидийского названия бука (μυσός; ср. «Буковина»), который обильно произрастал в районе мизийского Олимпа (ныне — гора Улудаг).

## География

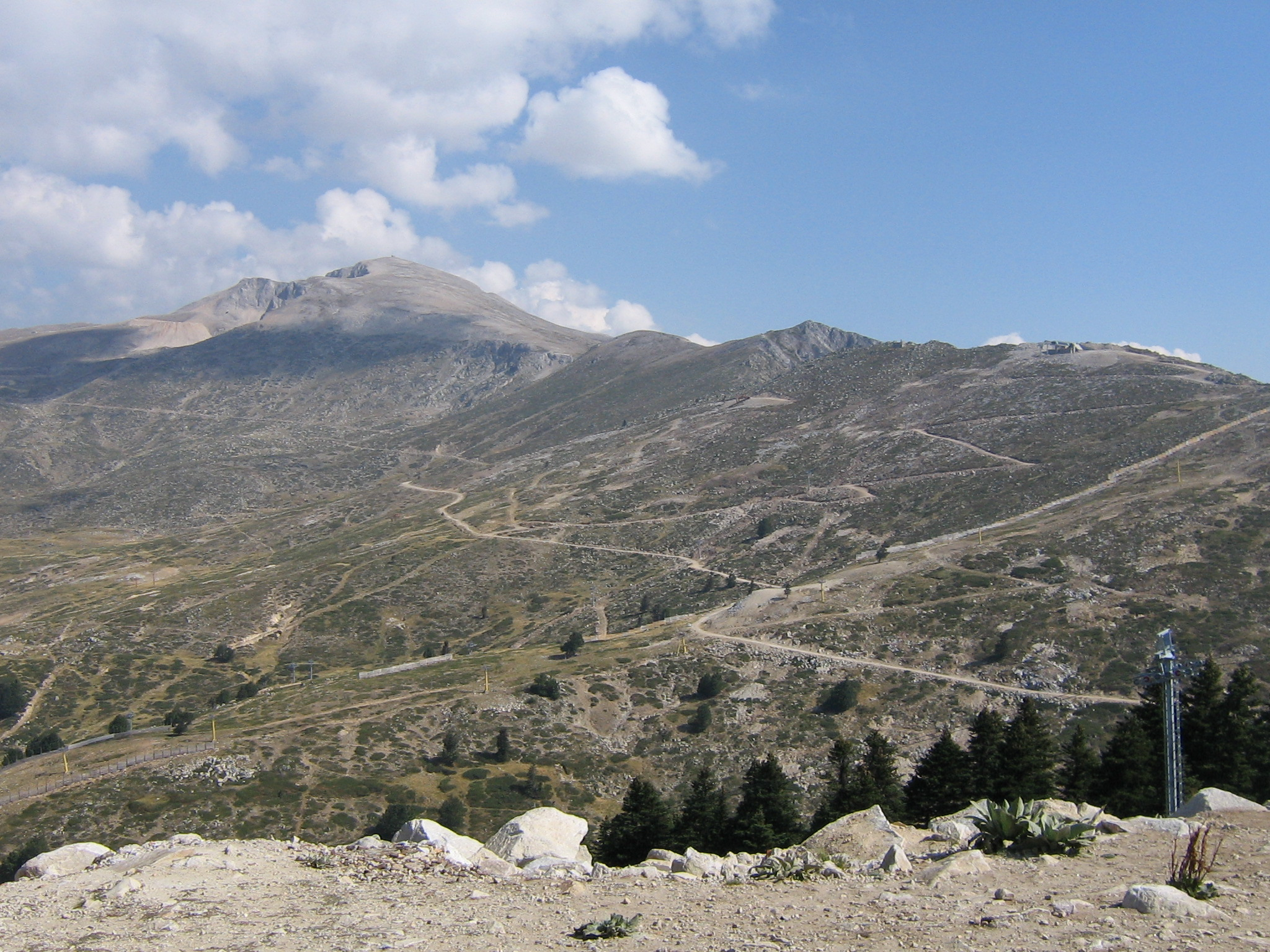
Мизийский Олимп — гора Улудаг

Границы Мизии трудно чётко определить. Страбон сообщает, что Мизия делилась на пять частей:
1) Малая Μизия (), северная часть, вдоль Пропонтиды до Олимпа;
2) Великая Μизия (Μυσία ἡ μεγάλη), южная часть страны;
3) Троада (ἡ Τρωάς), северная часть западного берега от мыса Сигея до мыса Лектона у Адрамиттского залива;
4) Эолида (ἡ Αἰολίς), южная часть западного берега между реками Каиком и Гермом;
5) Тевфрания (ἡ Τευθρανία), узкая полоса вдоль южной границы.
Троада и Эолида причислялись к Мизии не всегда.
Главные горные массивы: Ида (ныне Каз) и мизийский Олимп (Улудаг, или Кешишдаг) на севере, Темлос (Демирджи-Даг) на юге. Западный берег образует два больших морских залива — Адрамиттийский или Адрамиттион (ныне Эдремит) и Кимский (Элейский, ныне Чандарлы), на берегу которого расположен современный город Чандарлы.
Реки Мизии — Риндак (ныне Адирнас-чай) с притоком Макест (Сусурлук-чай, Симав-чай), Эсеп (Эзип, Гёнен), знаменитый Граник (Бигачай), Скамандр (Мендерессу, Карамендерес), Каик (Бакыр) с Кетейосом (Бергамачай), на котором лежал самый значительный из городов страны, Пергам.

## Экономика
Мизия экспортировала серебро и лазурит (лат. lapis assius, «асский камень», камень из г. Асс, др.-греч. σαρκοφάγος — саркофагос, «пожиратель плоти, плотоядный»), из которого изготавливались саркофаги и которому приписывалась способность быстро уничтожать человеческие трупы.

## Население
Население состояло из фригийцев, троянцев, эолийцев и собственно мизийцев (μυσοί). Последние, по предположению Страбона, являются фракийцами (см. мёзы) и впервые появились здесь только в Троянскую войну, придя с берегов Истра (др.-греч. название Дуная) и потеснив прежде живших в этих местах фригийцев. Язык их, по Страбону, представлял собой «смешение» фригийского и лидийского языков.
Наиболее значительные города Мизии: Пергам, Кизик, Плакия, Приап, Парий, Лампсак, Абидос, Аполлония, Милетополь, Зелея, Скепсида, Перкоте, Дардан, Рётей, Сигей, Александрия Троадская, Ларисса, Гамаксит, Асс, Гаргар, Адрамиттий, Илион, Арисбе, Фимбра, Парфений, Галисарна.

## История
В первой половине VII века до н. э. захвачена лидийским царем Гигом. После битвы при Тимбре в 546 году до н. э. захвачена державой Ахеменидов, принадлежала ко второй сатрапии. Резиденция сатрапа располагалась к югу от Кизика.
В 330 году до н. э. завоевана Александром Македонским.
С 283 года до н. э. входила в Пергамское царство. В 133 г. до н. э. была захвачена римлянами, в 129 году до н. э. стала частью римской провинции Азия. В позднеримский период была провинцией Геллеспонт.

## Древние мосты
Известны развалины мостов, построенных при римлянах:
- Мост через Эсеп (Гёнен)
- Константинов мост через Риндак (Адирнас-чай, Адирназ-чай или Мустафакемальпаша-чай)
- Мост через Макест (Сусурлук-чай или Симав-чай)
- Белый мост через Граник (Бигачай)